# Агафоновка (Омская область)
Агафо́новка — деревня в Горьковском районе Омской области. Входит в Суховское сельское поселение.

## География
Расположена к северо-востоку от г. Омска в 80, в 63 км к северо-западу от райцентра. До ближайшей железнодорожной станции г. Омск — 80 км.
климат — северная лесостепь.

## История
Деревня основана в 1918 году на переселенческом участке выходцами из д. Ново-Оболонь и беженцами из западных районов Российской империи, спасающихся в Сибири от огня Первой мировой войны. Население — украинцы, русские.
Входила до 1924 года в состав Крупянской волости Омского уезда Омской губернии, а с 1924 года входила в состав Бородинского района, в 1929 году вошла в состав Иконниковского (Горьковского) района.
Во времена СССР деревня являлась отделением ЗАО «Суховское». В 1931 году образовалась сельскохозяйственная артель им. С.Разина, которая в 1950 году вошла в состав укрупненного колхоза им. М.Жданова.
В 1957 году деревня вошла в совхоз «Суховской».

## Население
| 2002 | 2010 | 2021 |
| ---- | ---- | ---- |
| 296  | ↘207 | ↘165 |

## Экономика
Основное занятие населения — скотоводство и полеводство, мясо-молочное животноводство и зерновое хозяйство. В деревне также имелись кузницы, ветряные мельницы.

## Инфраструктура
В деревне действовала неполная средняя школа в 1926-2010 гг., библиотека, клуб, ФАП, детский сад.

## Памятники
Обелиск погибшим в годы войны землякам.